# Гедигян, Робер
Робе́р Гедигя́н (фр. Robert Guédiguian; род. 3 декабря 1953) — французский кинорежиссёр, сценарист и продюсер, армянин по происхождению.

## Биография
Родился в 1953 году в Марселе, окончил Практическую школу высших исследований, по её окончании уже в 1977 году принял предложение режиссёра Рене Фере написать сценарий фильма «Фернан».
Молодые годы посвятил активной политической борьбе в рядах Французской коммунистической партии, но затем увлёкся кинематографом. Ради съёмок своего первого фильма «Последнее лето» собрал вокруг себя преданную команду комиков (включая собственную жену — Ариан Аскарид) и технических сотрудников. Некоторое время считался «региональным» режиссёром, но избавился от этого амплуа после большого успеха с фильмом «Мариус и Жаннетт».
Главные роли в фильме сыграли Ариан Аскарид и Жерар Мейлан. Действие разворачивается в Марселе. По сюжету Жаннетт одна воспитывает двоих детей, а Мариус охраняет предназначенный к сносу цементный завод, на котором и живёт. Они встречаются, но всё не просто — оба тяжело ранены прошлой жизнью. Фильм был отобран на Каннский кинофестиваль, а Ариан Аскарид получила премию «Сезар» за лучшую женскую роль. В 1998 году картина получила премию «Люмьер» за лучший фильм.
Робер Гедигян является одним из основателей и членом совета директоров кинокомпании Agat Films & Cie / Ex-Nihilo.
Как режиссёр испробовал разные жанры — от нуар («Вместо сердца») до сказки («Мой папа — инженер»), в 2000 году снял социальную драму «В городе всё спокойно», в 2002 — мелодраму «Мари-Жо и две её любви», отобранную в основной конкурс Каннского кинофестиваля. В 2005 году на экраны вышел фильм «Прогуливающийся по Марсову полю», посвящённый последнему периоду жизни Франсуа Миттерана.
В 2002 году снялся вместе с женой в одной из ролей в фильме Жана-Анри Роже «Лулу» о 17-летней хозяйке бара в курортном городке Сент-Мари-де-ла-Мер в канун сезона боёв быков, начавшей новую жизнь ради своей гомосексуальности.
В 2005 году в рамках Московского международного кинофестиваля была показана ретроспектива фильмов Гедигяна.
В 2016 году возглавлял жюри секции «Горизонты» на 73-м Венецианском кинофестивале.
В 2017 году снял фильм «Вилла» о взрослых детях, собравшихся зимой в доме своего стареющего отца, владельца ресторанчика (которым теперь управляет старший сын) в одной из уютных бухточек близ Марселя, и вынужденных осмыслить столкновение воспринятых от родителя идеалов всемирного братства с новым вызовом современности — нахлынувшими из-за моря иммигрантами. В картине, кроме Арианы Аскарид, снялись Жан-Пьер Дарруссен, Жерар Мейлан и Жак Буде. Фильм отобран в основной конкурс 74-го Венецианского кинофестиваля.
В 2018 году вошёл в состав жюри основного конкурса Каннского кинофестиваля.
В январе 2022 года на французские экраны вышел новый фильм Гедигяна «Твист в Бамако», повествующий трагическую любовную историю на фоне бурных политических событий в Мали 1960-х годов.

## Общественная позиция
В октябре 2011 года в числе группы видных деятелей науки и культуры объявил о намерении голосовать за кандидата Левого фронта на предстоявших в 2012 году президентских выборах.
22 февраля 2017 года опубликовал статью в газете «Le Monde», призвав Меланшона и Амона объединить усилия ради победы левого кандидата на президентских выборах.

## Режиссёрская фильмография
- 1980: Последнее лето / Dernier Été (также сценарист)
- 1985: Красный полдень / fr:Rouge Midi (также сценарист)
- 1985: Кто знает? / fr:Ki lo sa ? (также продюсер и сценарист)
- 1991: Бог не переваривает равнодушных / fr:Dieu vomit les tièdes (также сценарист)
- 1993: В деньгах счастье / fr:L'argent fait le bonheur (также сценарист)
- 1995: За жизнь и смерть / fr:À la vie, à la mort ! (также продюсер и сценарист)
- 1997: Мариус и Жаннетт / fr:Marius et Jeannette (также продюсер и сценарист)
- 1998: Вместо сердца / fr:À la place du cœur (также сценарист)
- 2000: В атаку! / fr:À l'attaque ! (также продюсер и сценарист)
- 2000: В городе всё спокойно / fr:La ville est tranquille (также продюсер и сценарист)
- 2002: Мари-Жо и две её любви / fr:Marie-Jo et ses deux amours (также сценарист)
- 2004: Мой папа — инженер / Mon père est ingénieur (также сценарист)
- 2005: Прогуливающийся по Марсову полю / fr:Le Promeneur du Champ-de-Mars
- 2006: Путешествие в Армению / fr:Le Voyage en Arménie (также сценарист)
- 2008: Леди Джейн / Lady Jane (также сценарист)
- 2009: Армия преступников / fr:L'Armée du crime (также продюсер и сценарист)
- 2011: Снега Килиманджаро / Les Neiges du Kilimandjaro (также сценарист)
- 2014: В нить Ариадны / fr:Au fil d'Ariane (также продюсер и сценарист)
- 2015: История сумасшедшего / Une histoire de fou (также продюсер и сценарист)
- 2017: Вилла / La Villa
- 2019: Молитва во имя Бога / Gloria Mundi
- 2021: Твист в Бамако[фр.] / Twist à Bamako
- 2023: И праздник продолжается[фр.] / Et la fête continue

## Избранная фильмография продюсера
- 1989 — Монтальво и дитя / Montalvo et l’enfant (реж. Клод Мурьера (Claude Mourieras) и Матильда Альтраз[фр.])
- 2001 — Романы земли и воды / Romances de terre et d’eau (документальный, реж. Жан-Пьер Дюре[фр.] и Андреа Сантана[фр.])
- 2005 — Код-68 / Code 68 (реж. Жан-Анри Роже[фр.] и Жюдит Каен[фр.])
- 2007 — Крыши Парижа / Les toits de Paris (реж. Хинер Салеем и Мишель Пикколи)
- 2009 — Девчонки / Gamines (реж. Элеонора Фоше[фр.])
- 2010 — Жизнь в пух и прах / La Vie En Miettes (реж. Дени Мальваль[фр.])
- 2010 — Катастрофа влюблённых / Les Amants Naufragés (реж. Жан-Кристоф Дельпиа[фр.])
- 2013 — Наш мир / Notre Monde (реж. Тома Лакост[фр.])
- 2013 — Мой милый Пепперленд / My Sweet Pepper Land (реж. Хинер Салеем)

## Награды
- Кавалер ордена Почётного легиона (25 марта 2016 года)[17]
- Офицер ордена «За заслуги» (14 мая 2010 года)[18]
- Офицер ордена искусств и литературы
- Орден Почёта (3 июня 2015 года, Армения) — за вклад в развитие армяно-французских культурных связей и укрепление сохранения Армении[19]

### Кинематографические награды
- Премия[фр.] Жоржа Садуля за фильм «Последнее лето» (1981)
- Приз Луи Деллюка за фильм «Мирус и Жаннет» (1997)
- Премия «Люмьер» за лучший фильм за фильм «Мирус и Жаннет» (1998)
- Премия «Сезар» за лучшую женскую роль Ариан Аскарид за фильм «Мариус и Жаннетт» (1998)
- Гран-при жюри кинофестиваля в Сан-Себастьяне за фильм «Вместо сердца» (1998)
- Приз ФИПРЕССИ Европейской киноакадемии за фильм «В городе всё спокойно» (2001)
- Гран-при жюри Международного кинофестиваля в Вальядолиде за фильм «В городе всё спокойно» (2001)
- Приз армянской ассоциации кинокритиков и журналистов кино за лучший игровой фильм «Мой папа — инженер» (2005, Ереванский кинофестиваль)
- Специальный приз жюри «Серебряный абрикос» за лучший фильм «Путешествие в Армению» (2006, Ереванский кинофестиваль)
- Премия «Сезар» за лучшую мужскую роль Мишелю Буке за фильм «Прогуливающийся по Марсову полю» (2006)
- Гран-при Римского кинофестиваля за лучшую женскую роль Ариан Аскарид за фильм «Путешествие в Армению» (2006)
- Приз лицеистов региона Иль-де-Франс за фильм «Армия преступников» (2009)[источник не указан 1233 дня]
- Специальный приз жюри и приз за лучший сценарий кинофестиваля в Сан-Себастьяне за фильм «Армия преступников» (2009)[источник не указан 1233 дня]…
- Премия LUX[фр.] Европейского парламента за фильм «Снега Килиманджаро» (2011)
- Приз «Золотой лебедь» лучшему кинорежиссёру кинофестиваля в Кабуре за фильм «Снега Килиманджаро» (2012)
- Премия «Люмьер» за лучший сценарий за фильм «Снега Килиманджаро» (2012)
- Премия Армянской церкви «Да будет свет», врученная на XII международном кинофестивале «Золотой абрикос» (2015)[20]
- Премия Европейской киноакадемии (2020)